# Pembroke (Georgia)
Pembroke ist eine Stadt und zudem der County Seat des Bryan County im US-Bundesstaat Georgia mit 2196 Einwohnern (Stand: 2010).

## Geographie
Pembroke liegt etwa 50 km westlich von Savannah sowie etwa 330 km südöstlich von Atlanta.

## Geschichte
Pembroke wurde 1892 gegründet und war damals wesentlich durch die hier verlaufende Eisenbahnlinie und durch die Funktion als Umschlagplatz für Terpentin geprägt. Benannt wurde es nach dem in der Gründungszeit in der Stadt lebenden Einwohner Pembroke Whitfield Williams. 1905 wurde der Ort zur eigenen Gemeinde. Der County-Sitz befand sich vor 1935 in Clyde, als eine Abstimmung Pembroke zum neuen Sitz festlegte. Das County nahm seine Arbeit in Pembroke mit der ersten Sitzung der County Commission am 15. Februar 1937 auf.
Am 8. April 1998 fielen Teile der Stadt einem Tornado zum Opfer.

## Demographische Daten
Laut der Volkszählung von 2010 verteilten sich die damaligen 2196 Einwohner auf 834 bewohnte Haushalte, was einen Schnitt von 2,63 Personen pro Haushalt ergibt. Insgesamt bestehen 1006 Haushalte. 
69,9 % der Haushalte waren Familienhaushalte (bestehend aus verheirateten Paaren mit oder ohne Nachkommen bzw. einem Elternteil mit Nachkomme) mit einer durchschnittlichen Größe von 3,20 Personen. In 37,4 % aller Haushalte lebten Kinder unter 18 Jahren sowie in 27,3 % aller Haushalte Personen mit mindestens 65 Jahren.
29,7 % der Bevölkerung waren jünger als 20 Jahre, 24,8 % waren 20 bis 39 Jahre alt, 26,6 % waren 40 bis 59 Jahre alt und 19,0 % waren mindestens 60 Jahre alt. Das mittlere Alter betrug 36 Jahre. 47,4 % der Bevölkerung waren männlich und 52,6 % weiblich.
60,5 % der Bevölkerung bezeichneten sich als Weiße, 34,6 % als Afroamerikaner, 0,5 % als Indianer und 1,3 % als Asian Americans. 2,0 % gaben die Angehörigkeit zu einer anderen Ethnie und 1,2 % zu mehreren Ethnien an. 3,2 % der Bevölkerung bestand aus Hispanics oder Latinos.
Das durchschnittliche Jahreseinkommen pro Haushalt lag bei 38.250 USD, dabei lebten 26,1 % der Bevölkerung unter der Armutsgrenze.

## Sehenswürdigkeiten
Das Bryan County Courthouse und der Pembroke Historic District sind im National Register of Historic Places gelistet.

## Verkehr
Pembroke wird vom U.S. Highway 280 sowie von den Georgia State Routes 67 und 119 durchquert. Der nächste Flughafen ist der Flughafen Savannah (rund 50 km östlich).

## Kriminalität
Die Kriminalitätsrate lag im Jahr 2010 mit 151 Punkten (US-Durchschnitt: 266 Punkte) im niedrigen Bereich. Es gab drei Körperverletzungen, 16 Einbrüche, 48 Diebstähle un drei Autodiebstähle.

## Sohn der Stadt
Pembroke ist die Geburtsstadt des Jazzmusikers Jabbo Smith (1908–1991).